# Castletown, Skottland
Castletown är en ort i Storbritannien.   Den ligger i kommunen Highland och riksdelen Skottland, i den norra delen av landet, 800 km norr om huvudstaden London. Castletown ligger 29 meter över havet och antalet invånare är 772.
Terrängen runt Castletown är platt. Havet är nära Castletown åt nordväst. Runt Castletown är det mycket glesbefolkat, med 7 invånare per kvadratkilometer. Närmaste större samhälle är Thurso, 8,3 km väster om Castletown. Trakten runt Castletown består i huvudsak av gräsmarker.